# Кубок Азії з футболу 1984
Кубок Азії 1984 — футбольний турнір серед азійських збірних. Восьмий за ліком Кубок Азії. Фінальний етап проходив у Сінгапурі з 1 по 15 грудня 1984 року. Трофей вперше в своїй історії виграла збірна Саудівської Аравії.

## Кваліфікація
- Сінгапур кваліфікувався як господар
- Кувейт кваліфікувався як переможець попереднього кубку.

Окрім них кваліфікувалися:
- КНР
- Індія
- Іран
- Катар
- Південна Корея
- Саудівська Аравія
- Сирія
- ОАЕ

## Стадіон
| Національний стадіон |
| -------------------- |
| Сінгапур             |
| Місткість: 55 000    |
|                      |

## Фінальний турнір
Час усіх матчів зазначений за Сінгапурським часом (UTC+8)

### Група А
| Збірна            | І | В | Н | П | ГЗ | ГП | РГ | О |
| ----------------- | - | - | - | - | -- | -- | -- | - |
| Саудівська Аравія | 4 | 2 | 2 | 0 | 4  | 2  | +2 | 6 |
| Кувейт            | 4 | 2 | 1 | 1 | 4  | 2  | +2 | 5 |
| Катар             | 4 | 1 | 2 | 1 | 3  | 3  | 0  | 4 |
| Сирія             | 4 | 1 | 1 | 2 | 3  | 5  | −2 | 3 |
| Південна Корея    | 4 | 0 | 2 | 2 | 1  | 3  | −2 | 2 |

| 1 грудня 1984 19:00 |

| Катар     | 1–1 | Сирія          |
| --------- | --- | -------------- |
| Халфан 7' |     | Анбер 47' (аг) |

| Національний стадіон, Сінгапур Глядачів: 8,000 Арбітр: Антоніо Маркес (Мексика) |

| 2 грудня 1984 19:00 |

| Саудівська Аравія | 1–1 | Південна Корея |
| ----------------- | --- | -------------- |
| Абдулла 90'       |     | Лі Те Хо 51'   |

| Національний стадіон, Сінгапур Глядачів: 20,000 Арбітр: Джордж Джозеф (Малайзія) |

| 3 грудня 1984 21:00 |

| Кувейт               | 1–0 | Катар |
| -------------------- | --- | ----- |
| аль-Румаїхі 52' (аг) |     |       |

| Національний стадіон, Сінгапур Глядачів: 19,000 Арбітр: Аугусто Ламо (Іспанія) |

| 4 грудня 1984 21:00 |

| Сирія | 0–1 | Саудівська Аравія |
| ----- | --- | ----------------- |
|       |     | Халіфа 66'        |

| Національний стадіон, Сінгапур Глядачів: 2,000 Арбітр: Сізуо Такада (Японія) |

| 5 грудня 1984 19:00 |

| Південна Корея | 0–0 | Кувейт |
| -------------- | --- | ------ |
|                |     |        |

| Національний стадіон, Сінгапур Глядачів: 20,000 Арбітр: Чунг Квок Куй (Гонконг) |

| 7 грудня 1984 21:00 |

| Сирія      | 1–0 | Південна Корея |
| ---------- | --- | -------------- |
| Хассан 12' |     |                |

| Національний стадіон, Сінгапур Глядачів: 10,000 Арбітр: Джордж Кортні (Англія) |

| 8 грудня 1984 19:00 |

| Катар    | 1–1 | Саудівська Аравія |
| -------- | --- | ----------------- |
| Заїд 47' |     | Абдулджавад 65'   |

| Національний стадіон, Сінгапур Глядачів: 15,000 Арбітр: Антоніо Маркес (Мексика) |

| 9 грудня 1984 19:00 |

| Кувейт                                       | 3–1 | Сирія      |
| -------------------------------------------- | --- | ---------- |
| Махрус 66' (аг) ад-Дахіль 77' аль-Булуші 79' |     | аль-Сел 5' |

| Національний стадіон, Сінгапур Глядачів: 8,000 Арбітр: Чунг Квок Куй (Гонконг) |

| 10 грудня 1984 21:00 |

| Південна Корея | 0–1 | Катар      |
| -------------- | --- | ---------- |
|                |     | Салман 69' |

| Національний стадіон, Сінгапур Глядачів: 2,000 Арбітр: Аугусто Ламо (Іспанія) |

| 11 грудня 1984 21:00 |

| Кувейт | 0–1 | Саудівська Аравія |
| ------ | --- | ----------------- |
|        |     | аль-Джаман 88'    |

| Національний стадіон, Сінгапур Глядачів: 5,000 Арбітр: Тосіказу Сано (Японія) |

### Група B
| Збірна   | І | В | Н | П | ГЗ | ГП | РГ | О |
| -------- | - | - | - | - | -- | -- | -- | - |
| КНР      | 4 | 3 | 0 | 1 | 10 | 2  | +8 | 6 |
| Іран     | 4 | 2 | 2 | 0 | 6  | 1  | +5 | 6 |
| ОАЕ      | 4 | 2 | 0 | 2 | 3  | 8  | −5 | 4 |
| Сінгапур | 4 | 1 | 1 | 2 | 3  | 4  | −1 | 3 |
| Індія    | 4 | 0 | 1 | 3 | 0  | 7  | −7 | 1 |

| 1 грудня 1984 21:00 |

| Іран                                                  | 3–0 | ОАЕ |
| ----------------------------------------------------- | --- | --- |
| Алідусті 27' Шахрох Баяні 85' (пен.) Мохаммадхані 87' |     |     |

| Національний стадіон, Сінгапур Глядачів: 8,000 Арбітр: Тосіказу Сано (Японія) |

| 2 грудня 1984 21:00 |

| Сінгапур          | 2–0 | Індія |
| ----------------- | --- | ----- |
| Аваб 36' Саад 81' |     |       |

| Національний стадіон, Сінгапур Глядачів: 21,000 Арбітр: Антоніо Маркес (Мексика) |

| 3 грудня 1984 19:00 |

| Іран                          | 2–0 | КНР |
| ----------------------------- | --- | --- |
| Мохаммадхані 57' Арабшахі 69' |     |     |

| Національний стадіон, Сінгапур Глядачів: 19,000 Арбітр: Джордж Кортні (Англія) |

| 4 грудня 1984 19:00 |

| ОАЕ                      | 2–0 | Індія |
| ------------------------ | --- | ----- |
| ат-Тальяні 81' Хаміс 88' |     |       |

| Національний стадіон, Сінгапур Глядачів: 2,000 Арбітр: Абу Вахід Шанбе (Оман) |

| 5 грудня 1984 21:00 |

| Сінгапур | 0–2 | КНР                           |
| -------- | --- | ----------------------------- |
|          |     | Цзя Сюцюань 21' Чжао Даюй 39' |

| Національний стадіон, Сінгапур Глядачів: 20,752 Арбітр: Джассім Манді (Бахрейн) |

| 7 грудня 1984 19:00 |

| Іран | 0–0 | Індія |
| ---- | --- | ----- |
|      |     |       |

| Національний стадіон, Сінгапур Глядачів: 10,000 Арбітр: Кох Гуан Кіат (Малайзія) |

| 8 грудня 1984 21:00 |

| Сінгапур | 0–1 | ОАЕ             |
| -------- | --- | --------------- |
|          |     | Абдулрахман 62' |

| Національний стадіон, Сінгапур Глядачів: 15,000 Арбітр: Джассім Манді (Бахрейн) |

| 9 грудня 1984 21:00 |

| КНР                                           | 3–0 | Індія |
| --------------------------------------------- | --- | ----- |
| Лін Лефенг 19' Гу Гуанмін 59' Цзя Сюцюань 79' |     |       |

| Національний стадіон, Сінгапур Глядачів: 8,256 Арбітр: Джассім Манді (Бахрейн) |

| 10 грудня 1984 19:00 |

| Сінгапур | 1–1 | Іран                    |
| -------- | --- | ----------------------- |
| Саад 61' |     | Шахрох Баяні 55' (пен.) |

| Національний стадіон, Сінгапур Глядачів: 2,000 Арбітр: Абу Вахід Шанбе (Оман) |

| 11 грудня 1984 19:00 |

| КНР                                                                        | 5–0 | ОАЕ |
| -------------------------------------------------------------------------- | --- | --- |
| Ян Чжаохуей 12' Цзя Сюцюань 20' Цзо Шушен 36' Чжао Даюй 52' Гу Гуанмін 67' |     |     |

| Національний стадіон, Сінгапур Глядачів: 5,000 Арбітр: Сізуо Такада (Японія) |

## Плей-оф
|  | Півфінали                | Півфінали            |   |                      | Фінал                | Фінал |  |
|  |                          |                      |   |                      |                      |       |  |
|  | 13 грудня – Сінгапур     |                      |   |                      |                      |       |  |
|  | Саудівська Аравія (пен.) | 1 (5)                |   |                      |                      |       |  |
|  | Іран                     | 1 (4)                |   |                      |                      |       |  |
|  |                          |                      |   |                      |                      |       |  |
|  |                          |                      |   |                      | 16 грудня — Сінгапур |       |  |
|  |                          |                      |   |                      | Саудівська Аравія    | 2     |  |
|  |                          | КНР                  | 0 |                      |                      |       |  |
|  |                          |                      |   |                      |                      |       |  |
|  |                          |                      |   |                      |                      |       |  |
|  |                          |                      |   |                      | Матч за третє місце  |       |  |
|  | 14 грудня — Сінгапур     | 14 грудня — Сінгапур |   | 16 грудня — Сінгапур | 16 грудня — Сінгапур |       |  |
|  | КНР (д.ч.)               | 1                    |   | Іран                 | 1 (3)                |       |  |
|  | Кувейт                   | 0                    |   |                      | Кувейт (пен.)        | 1 (5) |  |

### Півфінали
| 13 грудня 1984 20:00 |

| Саудівська Аравія    | 1–1 | Іран             |
| -------------------- | --- | ---------------- |
| Шахін Баяні 88' (аг) |     | Шахрох Баяні 43' |

| Національний стадіон, Сінгапур Глядачів: 20,000 Арбітр: Джордж Кортні (Англія) |

|                                                              |     | Пенальті                                                  |  |
| Абдулла · Абдулджавад · Нуеймех · аль-Джаман · аль-Мусайбейх | 5–4 | Хаджілу · Мохтаріфар · Дерахшан · Панджалі · Шахрох Баяні |  |

| 14 грудня 1984 20:00 |

| КНР           | 1–0 | Кувейт |
| ------------- | --- | ------ |
| Лі Хуаюн 108' |     |        |

| Національний стадіон, Сінгапур Глядачів: 20,000 Арбітр: Аугусто Ламо (Іспанія) |

### Матч за 3-є місце
| 16 грудня 1984 18:00 |

| Іран             | 1–1 | Кувейт         |
| ---------------- | --- | -------------- |
| Мохаммадхані 80' |     | аль-Хаддад 26' |

| Національний стадіон, Сінгапур Глядачів: 26,000 Арбітр: Антоніо Маркес (Мексика) |

|                                         |     | Пенальті                                                    |  |
| Хаджілу · Дерахшан · Ахаді · Мохтаріфар | 3–5 | ад-Дахіль · аль-Суваєд · Джума'а · аль-Джасем · аль-Кабенді |  |

### Фінал
| 16 грудня 1984 20:00 |

| Саудівська Аравія          | 2–0 | КНР |
| -------------------------- | --- | --- |
| аль-Нафіса 10' Абдулла 46' |     |     |

| Національний стадіон, Сінгапур Глядачів: 26,000 Арбітр: Сізуо Такада (Японія) |

## Бомбардири
3 голи
| - Цзя Сюцюань | - Шахрох Баяні | - Нассер Мохаммадхані |

2 голи
| - Гу Гуанмін - Чжао Даюй | - Маджед Абдулла | - Разалі Саад |

1 гол
| - Лі Хуаюн - Лін Лефенг - Ян Чжаохуей - Цзо Шушен - Хамід Алідусті - Зія Арабшахі - Абдулла аль-Булуші - Фейсал ад-Дахіль | - Муаяд аль-Хаддад - Ібрагім Халфан - Халід Салман - Алі Заїд - Мохаммед Абдулджавад - Мохайсен аль-Джаман - Шає аль-Нафіса - Салех Халіфа | - Малік Аваб - Лі Те Хо - Валід Абу аль-Сел - Радван аль-Шейх Хассан - Фарук Абдулрахман - Аднан ат-Тальяні - Фахад Хаміс |

Автоголи
- Шахін Баяні (проти Сайдівської Аравії)
- Ібрагім аль-Румаїхі (проти Кувейту)
- Мубарак Анбер (проти Сирії)
- Іссам Махрус (проти Кувейту)

## Нагороди

### Переможець
| Переможець Кубку Азії 1984     |
| ------------------------------ |
| Саудівська Аравія Перший титул |

### Індивідуальні нагороди
| Найкращий бомбардир                          | Найкращий воротар | Найбільш цінний гравець | Нагорода за найшвидший гол | Нагорода Fair Play |
| -------------------------------------------- | ----------------- | ----------------------- | -------------------------- | ------------------ |
| Цзя Сюцюань Шахрох Баяні Нассер Мохаммадхані | Абдулла аль-Деая  | Цзя Сюцюань             | Валід Абу аль-Сел          | КНР                |

## Підсумкова таблиця
| Pos               | Збірна            | І | В | Н | П | ГЗ | ГП | РГ | О |
| ----------------- | ----------------- | - | - | - | - | -- | -- | -- | - |
| 1                 | Саудівська Аравія | 6 | 3 | 3 | 0 | 7  | 3  | +4 | 9 |
| 2                 | КНР               | 6 | 4 | 0 | 2 | 11 | 4  | +7 | 8 |
| 3                 | Кувейт            | 6 | 2 | 2 | 2 | 5  | 4  | +1 | 6 |
| 4                 | Іран              | 6 | 2 | 4 | 0 | 8  | 3  | +5 | 8 |
| Не вийшли з групи |                   |   |   |   |   |    |    |    |   |
| 5                 | Катар             | 4 | 1 | 2 | 1 | 3  | 3  | 0  | 4 |
| 6                 | ОАЕ               | 4 | 2 | 0 | 2 | 3  | 8  | −5 | 4 |
| 7                 | Сінгапур          | 4 | 1 | 1 | 2 | 3  | 4  | −1 | 3 |
| 8                 | Сирія             | 4 | 1 | 1 | 2 | 3  | 5  | −2 | 3 |
| 9                 | Південна Корея    | 4 | 0 | 2 | 2 | 1  | 3  | −2 | 2 |
| 10                | Індія             | 4 | 0 | 1 | 3 | 0  | 7  | −7 | 1 |